# جایزه بهترین زن ورزشکار اتحادیه ملی ورزش دانشگاهی
جایزه اتحادیه ملی ورزش دانشگاهی برای بهترین زن سال جایزهی ای است ابتکاری برای قدردانی از دختران دانشجویی است که به صورت حرفه ای ورزش را دنبال می کنند. خواه این دنبال کردن تخصص در زمینه یکی از ورزش ها باشد، خواه امور خیریه و کمک به سازمان ها و ورزشکاران باشد و خواه خوب رهبری کردن یک تیم ورزشی باشد. همه این موارد شایسته تقدیر و تجلیل و همچنین دریافت جایزه از طرف اتحادیه ملی ورزش دانشگاهی هستند. هر ساله در مراسم اهدای جوایز اتحادیه ملی ورزش دانشگاهی برای بهترین زن سال، ۹ فینالیست از بین همه نامزدها، که این 9 نفر هر کدام جزو یک بخش از بخش های این مسابقه هستند؛ سه نفر از هر بخش، از جمله بخش یکم، بخش دوم و بخش سوم انتخاب می‌شوند. این انتخاب توسط اتحادیه ملی ورزش دانشگاهی از سال ۱۹۹۱ انجام شده است. این فینالیست‌ها دیدگاه اتحادیه ملی ورزش دانشگاهی از بهترین ورزشکاران زن دانشجو را نشان می‌دهند.

## برندگان جایزه
۱۹۹۱ – بانوی ورزشکار ماری بث ریلی از دانشگاه کینسیس
۱۹۹۲ – کاترین بیرن، دانشگاه تنسی
۱۹۹۳ – ننا لینچ، دانشگاه ویلانوا
۱۹۹۴ – تانیا جونز، دانشگاه آریزونا
۱۹۹۵ – ربکا لوبو، دانشگاه کانکتیکات
۱۹۹۶ – بیلی وینست-فلچر، دانشگاه نبراسکا
۱۹۹۷ – لیزا کول، دانشگاه جورجیا
۱۹۹۸ – پگی بوتیلیه، دانشگاه ویرجینیا
۱۹۹۹ - جمیلا دمبی، دانشگاه کالیفرنیا، دیویس
۲۰۰۰ - کریستی کووال، دانشگاه جورجیا
۲۰۰۱ - کیمبرلی ای بلک، دانشگاه جورجیا
۲۰۰۲ - تانیشا سیلاس، دانشگاه کالیفرنیا، دیویس
۲۰۰۳ - اشلی جو روات کارپینوس، کالج کنیون
۲۰۰۴ - کلی آلبین، دانشگاه کالیفرنیا، دیویس
۲۰۰۵ - لورین مک کالی، دانشگاه تنسی
۲۰۰۶ - آنی برساگل، دانشگاه ویک فارست
۲۰۰۷ - ویتنی مایرز، دانشگاه آریزونا
۲۰۰۸ - نیکی آنوسیک، دانشگاه تنسی
۲۰۰۹ - لیسی نایمیر، دانشگاه آریزونا
۲۰۱۰ - جاستین شلانتز، دانشگاه آریزونا
۲۰۱۱ - لورا باریتو، مؤسسه فناوری استیونز
۲۰۱۲ - الیزابت فیلیپس، دانشگاه واشینگتن در سنت لوئیس
۲۰۱۳ - ایفاتو اوکافور، دانشگاه فناوری تگزاس
۲۰۱۴ - الیزابت تاکر، دانشگاه نوتردام
۲۰۱۵ - کریستین دی، دانشگاه کلاریون پنسیلوانیا
۲۰۱۶ - مارگارت گو، موسسه فناوری ماساچوست
۲۰۱۷ - لیزی کریست، دانشگاه واشینگتن در سنت لوئیس
۲۰۱۸ - کتورا اورجی، دانشگاه جورجیا
۲۰۱۹ - آنجلا مرکوریو، دانشگاه نبراسکا
۲۰۲۰ - آسیا سیدت، دانشگاه کنتاکی
۲۰۲۱ - کندال کورنیک، دانشگاه آگوستانا
۲۰۲۲ - کارنا گروف، مؤسسه فناوری ماساچوست
۲۰۲۳ - لوگان اگلستون، دانشگاه تگزاس

## ۹ بانوی فینالیست برگزیده در سال ۲۰۱۸
آده آیولا، دانشگاه شیکاگو
تریسی فیرودر، دانشگاه کلافلین
دیلینی هیگرت، دانشگاه نیومن
کایرا لیلاند، دانشگاه ویتورث
کامی نورتون، دانشگاه ایالتی آنجلو
کتورا اورجی، دانشگاه جورجیا
سیدنی پیترز، دانشگاه مینه‌سوتا
ونسا شیپی، دانشگاه ایالتی اوکلاهما
آملیا ویلهلم، کالج بیتس

## ۹ بانوی فینالیست برگزیده در سال ۲۰۱۷
سبرینا اندرسون، دانشگاه «سلیپرری راک» پنسیلوانیا
سرینا بار، دانشگاه لیبرتی
جنی کارمائیکل، دانشگاه اوکلاهوما
ایلیانا کرافورد، کالج کینون
لیزی کریست، دانشگاه واشینگتن در سنت لوئیس
کارینا مارتینز دانشگاه تکزاس، دانشگاه تکزاس ای‌اندام
کریستینا میلیان، دانشگاه استونی بروک
ناتالی او کیف، دانشگاه باپتیست جنوب غربی
جمی پرز، دانشگاه باپتیست شرق تگزاس

## ۹ بانوی فینالیست برگزیده در سال ۲۰۱۶
مارگارت گو، موسسه فناوری ماساچوست
کریستینا هیلمن، دانشگاه ایالتی آیووا
بری لیپر، دانشگاه ای‌اندام تگزاس غربی
موریسا لستر، کالج لایم استون
کارا مک کورمک، دانشگاه میامی
الاینا سیبرت، دانشگاه کارسون-نیومن
هیلی تاونسند، کالج کنیون
کامیشا ترنر، دانشگاه تگزاس
آمی ویتی، دانشگاه میزریکوردیا

## ۹ بانوی فینالیست برگزیده در سال ۲۰۱۵
سوپریا دیویس، کالج سوارثمور
کریستین دی، دانشگاه کلاریون پنسیلوانیا
مارگو گیر، دانشگاه آریزونا
کلسی گراهام، کالج ویتون
مارگارت مک‌فیل، دانشگاه دی پاو
کولین کویگلی، دانشگاه ایالتی فلوریدا
زوئی اسکندالیس، دانشگاه کالیفرنیای جنوبی
تیلور اسکالا، دانشگاه راکهرست
ربکا سرتوال، دانشگاه فنی آرکانزاس

## ۹ بانوی فینالیست برگزیده در سال ۲۰۱۴
الکسا بالتز، دانشگاه وسلیان ایلینوی
ماریسا بست، دانشگاه نورث‌وسترن
کریستا بلفویل، دانشگاه نورث وسترن - سنت پاول
الن چمبرز، دانشگاه لین
آلیسا هاسلن، دانشگاه آریزونا
مگان لایت، دانشگاه اموری
جکی سیلیو، دانشگاه لانگ آیلند
الیزابت تاکر، دانشگاه نوتردام
بیلی ورازل، دانشگاه زنان تگزاس

## ۹ بانوی فینالیست برگزیده در سال ۲۰۱۳
النا کراسلی، کالج بودین
الیزابت دافی، دانشگاه کنکوردیا، سنت پاول
کارن هتلن، دانشگاه لوتری اقیانوس آرام
کلی مجام، دانشگاه هاوایی در مانوا
الکساندرا ماسکو، دانشگاه سیتون هال
ایفاتو اوکافور، دانشگاه تگزاس تک
کایلا شول، دانشگاه کلاریون پنسیلوانیا
بریجت سوارز، دانشگاه لانگ آیلند
لیا سوانر، دانشگاه باپتیست تگزاس شرقی

## ۹ بانوی فینالیست برگزیده در سال ۲۰۱۲
هیلاری باخ، دانشگاه ایالتی آریزونا
گریس کالینز، دانشگاه بری
کیت گریویش، دانشگاه لنوآر راین
کلسی کیتلسون، کالج لوتر
سارا جین اوتی، آکادمی گارد ساحلی ایالات متحده
پنکیک بروک، دانشگاه آلاباما
الکسی پاپاس، کالج دارتموث
الیزابت فیلیپس، دانشگاه واشینگتن در سنت لوئیس
ورینا پرایکشاس، دانشگاه ایالتی کالیفرنیا

## ۹ بانوی فینالیست برگزیده در سال ۲۰۱۱
لورا باریتو، موسسه فناوری استیونز
دانیل بلر، دانشگاه آلاباما
میکائلا کلنان، کالج بودین
آنی چندلر، دانشگاه آریزونا
هیونفی الون لی، دانشگاه بریگم یانگ
هیلی امریک، دانشگاه ترینیتی
ویکتوریا هانسن، دانشگاه لیبریتی غربی
گریس جانسون، دانشگاه جورجیا
کلسی وارد، دانشگاه دروری

## ۹ بانوی فینالیست برگزیده در سال ۲۰۱۰
هانا بیکر، کالج وارتبورگ
لیزا کول، دانشگاه ایالتی آیووا
ملیسا مکلی، کالج گوستاووس آدولفوس
لیندسی مک براید، دانشگاه ایندیاناپولیس
بریتانی راجرز، دانشگاه آلاباما
جاستین شلانتز، دانشگاه آریزونا
مری اسلینگر، دانشگاه کنکوردیا
ناتالیا استانسکی، دانشگاه ایالتی گرند ولی
روث وستبی، دانشگاه اموری